# HTML
 (енгл. Hyper Text Markup Language, језик за означавање хипертекста) је описни језик специјално намењен опису веб страница. Помоћу њега се једноставно могу одвојити елементи као што су наслови, параграфи, цитати и слично. Поред тога, у HTML стандард су уграђени елементи који детаљније описују сам документ као што су кратак опис документа, кључне речи, подаци о аутору и слично. Ови подаци су општепознати као мета подаци и јасно су одвојени од садржаја документа.
Актуелна верзија стандарда је HTML 5, а сам стандард одржава Конзорцијум за Веб (W3C, World Wide Web Consortium).
HTML може да угради програме написане у скриптном језик језику као што је Јаваскрипт, што утиче на понашање и садржај веб страница. Укључивање CSS-а дефинише изглед и распоред садржаја. WWW Конзорцијум (W3C), бивши одржавалац HTML-а и тренутни одржавалац CSS стандарда, подстакао је употребу CSS-а преко експлицитног HTML-а за презентацију, према подацима из 1997. Облик HTML-а, познат као HTML5, користи се за приказивање видео и аудио записа, првенствено користећи елемент <canvas>, заједно са Јаваскриптом.

## Историја
је настао упрошћавањем SGML (Standard Generalized Markup Language, стандардизовани уопштени језик за означавање) стандарда са сврхом описа документа који се објављују на вебу. 
У почетку је био прилично ограничен што се означавања садржаја тиче и пружао је углавном елементарне ствари за означавање и форматирање текста (параграфи, наслови, цитати итд.). Како је веб растао тако је расла и потреба за богатијим садржајем те је у том смеру развијан и HTML стандард. Тада су стандарду додате елементи за опис табела, слика, слојева, напредно форматирање текста итд.

## Спецификације
- „HTML 2.0”. Архивирано из оригинала 05. 03. 2005. г. – (RFC 1996)
- 3.2 – 14. јануар 1997,
- 4.0 – 18. децембар 1997,
- 4.01 (мање измене) – 24. децембар 1999,
- 15445:2000[мртва веза] („ISO HTML“, базирано на HTML 4.01 Strict) – 15. мај 2000.
- 5 – 22. јануар 2008 (још увек у развоју)

## као језик

### Дефиниција типа документа
Сви HTML документи би требало да почињу са дефиницијом типа документа  који прегледачу дефинише по ком стандарду је документ писан. 
```
<!DOCTYPE HTML PUBLIC "-//W3C//DTD HTML 4.01//EN" "http://www.w3.org/TR/html4/strict.dtd">

```

Овај кôд говори прегледачу да је документ писан по строгом  4.01 стандарду. Овај конкретан стандард искључује коришћење презентационих елемената да би се што боље одвојила презентација од садржаја.

### Синтакса
Основ HTML-а представљају етикете (енгл. tags - етикете, налепнице или ознаке) и атрибути. Етикете могу бити просте, облика (<Х>), када служе за маркирање и сложене, када се користе као ограђивачи (<X> и </X>) за делове текста између њих. Свака етикета представља посебну команду, којом се одређени део документа одваја од остатка примењујући правила дефинисана самом етикетом. Атрибути се налазе унутар сложених ознака и садрже додатне информације о начину приказивања и понашању означеног дела документа. Атрибути се смештају између знакова навода. Интернет прегледач игнорише непознате атрибуте и елементе и не прави разлику између великих и малих слова (енгл. case insensitive). Он текст аутоматски прелама према ширини блока или прозора, правећи нове редове ако је потребно.
Пример:
```
<
p
>
Текст параграфа.
</
p
>

 

<
p
 
align
=
"right"
>
Текст параграфа
</
p
>

```

У првом примеру се одабрани део означава као параграф. У другом примеру, користи се атрибут за поравнавање параграфа надесно.

### Структура документа
документи се састоје из два основна дела: оног који описује документ и начин на који треба да буде представљен и дела који представља садржај документа. Информације које описују документ се смештају између ознака за заглавље документа . У оквиру заглавља поставља се наслов документа између ознака , док се сам садржај смешта између ознака . Ова три елемента заједно са ознакама  чине минималну структуру HTML документа.
Пример:
```
<!DOCTYPE HTML>

<
html
>

<
head
>

<
meta
 
charset
=
"UTF-8"
>

    
<
title
>
Наслов документа
</
title
>

</
head
>

<
body
>

     
<
h1
>
Пример документа
</
h1
>

     
<
p
>
Ово је пример једног простог HTML документа.
</
p
>

</
body
>

</
html
>

```

### Коментари
Коментари у оквиру HTML кода, који се не приказују помоћу интернет прегледача пишу се између ознака <!-- и -->.
Пример:
```
<!-- Ово је коментар -->
```

#### Елементи
- <br> — ознака за нови ред (енгл. break line), ради се о простој ознаци, која има само почетак, нема ознаке за крај.[7]
- <hn> ... </hn> — ознака за наслов (енгл. heading). n може узети вредности од 1 до 6. Користи атрибуте глобалног типа.[8] Што је наслов већег нивоа (што је мањи број), то ће оно бити истакнутије приказано.[3]

```
<
h1
>
Наслов величине 1
</
h1
><
h2
>
Наслов величине 2
</
h2
><
h3
>
Наслов величине 3
</
h3
><
h4
>
Наслов величине 4
</
h4
><
h5
>
Наслов величине 5
</
h5
><
h6
>
Наслов величине 6
</
h6
>

```

- <p>...</p> или само <p> ознака за нови пасус[9]
- <ul> ... </ul> неуређена листа (енгл. unordered list), са елементима листе (енгл. list item) <li>...</li>[10]

```
<
ul
>

  
<
li
>
Елемент 1
</
li
>

  
<
li
>
Елемент 2
</
li
>

</
ul
>

```

- <оl> ... </оl> уређена листа (енгл. ordered list) са редним бројевима испред елемената листе <li>...</li>, где је могуће поставити атрибут start="почетни редни број"[10]

```
<
ol
 
start
=
"5"
>

  
<
li
>
Елемент 5
</
li
>

  
<
li
>
Елемент 6
</
li
>

</
ol
>

```

- табела (енгл. table) се пише помоћу ознака <table></table>, између којих могу стајати: ознаке за редове (енгл. rows) <tr></tr>, колоне, односно податке у табели (енгл. table data) <td></td> и заглавља за колоне (енгл. table header) <th></th>[11]

```
<
table
 
border
=
"2"
>

  
<
tr
>

       
<
td
>
ред 1, колона 1
</
td
>

        
<
td
>
ред 1, колона 2
</
td
>

   
</
tr
>

   
<
tr
>

        
<
td
>
ред 2, колона 1
</
td
>

        
<
td
>
ред 2, колона 2
</
td
>

   
</
tr
>

</
table
>

```

- одељак <div> служи као контејнер за груписање других елемената. Када се користи са CSS служи за постављање заједничких атрибута стилова великим блоковима елемената.[12]
- контејнер <span i div> за текст. Када се користи са CSS служи за постављање заједничких атрибута стилова за текстове.[12]
- хипервеза или веза (енгл. hyperlink) за реч, групу речи или слику. Притиском на дату везу врши се скок на други документ или други део истог документа. Реализује се помоћу ознаке <а>. Најважнији атрибут за везу је href у коме се одређује документ на коју треба скочити. „Веза“ може бити апсолутна ("http://sr.wikipedia.org/HTML" target="_blank">веза на Википедију), релативна у у односу на постојећи документ, при чему датотека мора да буде на истом серверу, или скок на неку ознаку у оквиру постојећег документа (”#Елементи”).[13] Такође, могуће је поставити и атрибут target којим се одређује да ли ће се документ отворити у истом прозору ("_self") у новом прозору ("_blank"), родитељском прозору ("_parent" frame), датотеку главног прозора ("_top" - frame) или у прозору који се наведе у овом атрибуту. Ако се не постави ни једна вредност атрибута, отвара се у истом прозору.[14]

```
<
a
 
href
=
"http://sr.wikipedia.org/"
 
target
=
"_blank"
>
веза на Википедију
</
a
>

```

- слика <img src="URL адреса слике" alt="алтернативни текст за слику" height="висина у пикселима" width="ширина у пикселима" ismap="ismap"> приказује се на страници преко URL адресе[15], нема ознаку за крај.[3] Опција ismap се наводи када је слика на страни сервера, када је потребно одредити област слике на којој је извршен клик, при чему се координате шаљу на сервер.[15] Ако је слика-мапа на страни клијента, користи се опција usermap.[16]

```
<
img
 
src
=
"http://upload.wikimedia.org/wikipedia/sr/b/bc/Wiki.png"
 
alt
=
"Википедија"
>

```

##### Формати текста
- <b>подебљана слова</b>[9]
- <i>искошена - курзив слова</i>[9]
- <u>подвучен текст</u>[9]
- <del>прецртана слова</del>[17]
- <big>велика слова</big>[17]
- <small>мала слова</small>[17]
- <sup>горњи индекс</sup>[17]
- <sub>доњи индекс</sub>[17]
- <code>текст компјутерског кода</code>[17]
- <pre>...</pre> дословни пренос текста, онако како је унет (енгл. preformatting)[17]